# Plešný
Plešný (1066 m n. m.), německy Pleschen, (spíše chybně Velký Plešný – ve státních oficiálních mapách se tento název nikdy nepoužíval) je třetí nejvyšší hora Šumavského podhůří a nejvyšší hora jeho podcelku Českokrumlovská vrchovina. Tyčí se 16 km západo-severozápadně od Českého Krumlova a 18 km jiho-jihovýchodně od Prachatic. Jeho svahy jsou zalesněny smrčinou a pokryty balvany a skalními výchozy.

## Přístup
Vrchol Plešného i sousedního Chlumu leží od roku 1947 na území vojenského újezdu Boletice, a je proto nepřístupný. O víkendech a státních svátcích jsou přístupné značené cesty, ty se ale oběma vrcholům zdálky vyhýbají. Nejvíce se vrcholu blíží cyklostezka č. 1251, která prochází 2,3 km severně od vrcholu. Toto místo je i nejvyšším turisticky přístupný bodem Plešného, přestože k vrcholu mu chybí ještě 300 výškových metrů.
S povolením ke vstupu by byl dobře přístupný z Tisovky – nejprve po zmíněné cyklostezce č. 1251, od které se v jejím nejvyšším místě odděluje neznačená Ondřejovská cesta (silnice) do sedla s Chlumem, kde z ní odbočuje doleva Horní cesta a na ni navazující Prodloužená cesta. Necelých 400 metrů od vrcholu se od Prodloužené cesty odpojuje rovný průsek až na vrchol. Celá cesta z Tisovky by měřila 6,5 km s převýšením 350 metrů.

## Flóra a fauna
Díky členitosti terénu a činnosti armády bez intenzivního zemědělství se ve vojenském újezdu udržela řada společenstev a organismů, jaké se jinde ve střední Evropě staly vzácnými. Mezi nejvýznamnější zástupce květeny patří druhy vázané na bezlesí a řídké lesy, jako je hořeček český, popelivka sibiřská, početné populace hruštičkovitých a 15 druhů orchidejí.
Síť neznečištěných neregulovaných toků hostí i největší středoevropskou populaci perlorodky říční a vranky obecné. Hnízdí zde také nejméně 136 druhů ptáků, mimo jiné chřástal polní, datlík, jeřábek lesní, kulíšek nejmenší a skřivan lesní. Ti se stali důvodem vyhlášení Ptačí oblasti Boletice. Ze savců je významný trvalý výskyt rysa ostrovida, početné jsou populace vysoké zvěře a prasete divokého.

## Další vrchol
Asi 800 m jihozápadně od hlavního vrcholu se nachází nevýrazný hlavní vrchol, pojmenovaný autory projektu Tisícovky Čech, Moravy a Slezska jako Plešný – J vrchol (1001 m, souřadnice 48°52′7″ s. š., 14°6′51″ v. d.).